# Karin Holmberg
Karin Kickan Holmberg, född 7 januari 1961 i Lund, är en svensk skådespelare och regissör. Hon var med och grundade Romateatern 1989 och spelade i Romateaterns många Shakespeareuppsättningar och senare också teater Unga Roma. På 2000-talet har hon synts i flera svenska TV-serier och filmer. Som regissör har hon kläckt idéer till och satt upp pjäserna Det du inte såg, om höjdhopparen Patrik Sjöberg och Som ett jävla solsken, om journalisten Ester Blenda Nordström. Kickan Holmberg är sedan 20 år bosatt på Gotland.

## Regi
- 1986 - En Natt i Tösen Hildings Liv – egen text, Nationalteatern
- 1991 - Revisorn – regiassistent till Ragnar Lyth på Boulevardteatern (1991)
- 2005 - Lille Hamlett och Spöket – Unga Roma, Gotland (2005)
- 2006 - Offelia kom igen! – Unga Roma, Gotland
- 2007 - Häxxxorna 2007 – Unga Roma, Gotland
- 2008-2009 - Skvaller – även text, Länsteatern på Gotland
- 2008 - Träda Trådar – Unga Roma, Gotland
- 2009 - Bitterfittan – även text, Gotland
- 2009 & 2011 - Dömd – även text, Unga Roma, Gotland
- 2010 - Lille Richard Tyrann – Unga Roma, Gotland
- 2011 - Som JAG vill ha det – Unga Roma, Gotland
- 2012 - Jubal Utan Jag- Strindbergs Intima Teater
- 2012 - Hide- ett rockdrama, Gotland
- 2012-2013 - Det blyga Hjärtat, Teateri, Jönköping
- 2013 - Ariel o Caliban, Unga Roma, Gotland
- 2013 & 2018 - Volund - isländsk saga, körverk
- 2014 - Hide – en rockmusikal konsertversion på Länsteatern Gotland
- 2015 - Ajvide Maria, Kulturskolan Gotland
- 2015 - Puckad Kärlek, Unga Roma, Gotland
- 2016 - Loranga Masarin o Dartanjang , Länsteatern Gotland
- 2016 - Miranda mirakel, Unga Roma, Gotland
- 2016 - Det du inte såg, Dalateatern
- 2017-2019 - Att Bossa En Bitch, Unga Roma, Gotland
- 2018 - Borta Är Hemma, Kulturskolan Gotland
- 2018 - Nu är Du Gud igen, Estrad Norr, Östersund
- 2018 - Svårast Är det med de Värdelösa, Dalateatern
- 2019 - I vått och torrt, Gotlandsrevyn
- 2019 - Som ett Jävla Solsken, Stockholm, eget projekt
- 2019- Efterspel, Limousinteater, Unga Roma, Gotland
- 2019 - Samma Ull, körverk, Länsteatern Gotland
- 2018-2020 - Fångad i ett Nätverk - Virtuell Våldtäkt, klassrumsteater Unga Roma, Gpotland
- 2019-2020 - Tennistiden - helafton vuxen, nyskriven av Dennis Magnusson, Dalateatern
- 2022 - The Lucky Loosers Band, Unga Roma
- 2023 - Ada Block, Länsteatern Gotland
- 2023 - Ödeläggaren, Riksteatern
- 2023 - Noelias Hemlighet , Unga Roma
- 2024 - Styr din plog över de dödas ben, Norrbottensteatern
- 2024 - Samma Ull, Folkmusikdrama Länsteatern Gotland

## Skådespelare

### Teater (ej komplett)
- 2010 - Kalasakuten, Länsteatern Gotland
- 2010- Gitarristerna, Länsteatern Gotland
- 2014 - Komedi av Misstag, Romateatern
- 2015 - Ensamma men tillsammans, Länsteatern Gotland
- 2022 - Sjopalovich Resande Teatersällskap, Teater Theatron
- 2024 - Du måste öva dig i det verkliga, musik o poesi

### TV och film
- 1980 - Sista Budet
- 1988 - Biblioteket
- 1989 - Sparvöga
- 1997 - Skilda Världar (som polis)
- 1998 - St.Michael – SVT Drama (som mamma)
- 1998 - Mamma i film för Landstinget
- 2001 - Beck - Mannen utan ansikte (som Solveig)
- 2002 - Fyra Nyanser Av Brunt (som arbetsterapeut)
- 2004 - Länge Leve Lennart (som studierektor)
- 2006 - Kronprinsessan (som presschefen Eva Edin)
- 2007 - Den man älskar (som neurolog)
- 2008 - Främmande Fågel (som Syster Agneta)
- 2008 - Landshövding i tysk filmatisering av Mari Ljungstedts deckare
- 2010 - Solsidan (som barnmorska)
- 2011 - Sound of Noise (som borgmästare)
- 2012 - Mig Äger Ingen (som Majken)
- 2013 - Wallander (som åklagare Anna Skogfält)
- 2014 - Blå ögon (som journalist)
- 2017 - Sommaren med Släkten (som släkting)
- 2019 - Hamilton (som polis)
- 2019 - Andra Sidan
- 2019 - Knackningarna
- 2024 - Tunna blå linjen, säsong 3, avsnitt 2 (som Kerstin)

## Monologer
- 1990 - Min Bror var enda Barnet
- 2016 - Kajten o Laas –  om Hållbart resande i Almedalsveckan
- 2016 - Jag går genom hagen med min luva, om asylmottagande för Kulturtinget
- 2017 - Hästar åt Alla utom polisen – Upprop för den Fria Scenkonsten, Teatercentrum, Almedalsveckan
- 2017 - Gitarrer åt alla utom nazisterna – Upprop för den Fria musikkonsten, Visbyfestivalen

## Övrigt
- 2012 - 2015, 2017, 2020 - DraBilFi – Drama Bild Film Skapande Skola med videokonstnär Jessica Lundeborg
- 2013 - Sommarpratare i Sveriges radio Gotland[1]

## Utmärkelser och priser
- 1987 - Grammis årets bästa barnskiva 1987, Peter Pan med Nationalteatern[2]
- 1987 - Göteborgs Stads kulturpristagare
- 2016 - Gotlands Tidningars kulturpris[3]
- 2017 - Region Gotlands Kulturpris[4]
- 2017 - Konstnärsnämndens 10-åriga stipendium[5]